# Janailhac
Janailhac település Franciaországban, Haute-Vienne megyében. Lakosainak száma 525 fő (2022. január 1.). Janailhac Saint-Maurice-les-Brousses, Saint-Jean-Ligoure, Saint-Priest-Ligoure, La Roche-l’Abeille, La Meyze és Nexon községekkel határos.

## Népesség
A település népességének változása:
| Lakosok száma | 510  | 535  | 547  | 536  | 532  | 527  | 528  | 526  | 525  |
|               | 2013 | 2015 | 2016 | 2017 | 2018 | 2019 | 2020 | 2021 | 2022 |